# Le Doulos
Le Doulos is een Franse misdaadfilm uit 1962 onder regie van Jean-Pierre Melville.
Het scenario is gebaseerd op de gelijknamige roman (1957) van Pierre Lesou. Zoals voor zijn vorige film Léon Morin, prêtre (1961) deed Melville opnieuw een beroep op Volker Schlöndorff als zijn regieassistent. Ook Jean-Paul Belmondo werkte voor de tweede keer samen met Melville, na Léon Morin, prêtre en Le Doulos volgde een derde samenwerking in L'Aîné des Ferchaux (1963).
Het woord 'doulos' is argot voor een klikspaan.

## Verhaal
Na een gevangenisstraf van zes jaar zoekt inbreker Maurice Faugel zijn voormalige heler, Gilbert Varnove, op. Terwijl Varnove een partij gestolen juwelen onderzoekt schiet Faugel hem dood. Hij gaat er met de sieraden vandoor net voor twee boeven ze komen ophalen. Hij begraaft het moordwapen en de buit op een verlaten plaats. Daarna begeeft hij zich naar Thérèse, een vriendin waar hij terechtkan.
Faugel wil een nieuwe inbraak plegen samen met Rémy, een medeplichtige vriend. Silien, zijn beste vriend, bezorgt hem het nodige materiaal. Daarna telefoneert Silien, die in het milieu de reputatie van verklikker heeft, naar commissaris Salignari. Tijdens de inbraak keert Silien terug naar Thérèse en dwingt haar hardhandig te verklappen waar precies Faugel de inbraak heeft gepland. Wanneer wat later de politie op de plaats van de inbraak aankomt moeten Faugel en Rémy de benen nemen. Er volgt een vuurgevecht waarbij Salignari en Rémy omkomen. Faugel loopt ook een schotwonde op, strompelt voort en kan zich nog verstoppen. Dan verliest hij het bewustzijn. Als hij ontwaakt bevindt hij zich in een vreemd bed.

## Rolverdeling
| Acteur             | Personage         |
| ------------------ | ----------------- |
| Jean-Paul Belmondo | Silien            |
| Serge Reggiani     | Maurice Faugel    |
| Jean Desailly      | Commissaris Clain |
| René Lefèvre       | Gilbert Varnove   |
| Marcel Cuvelier    | Inspecteur        |
| Philippe March     | Jean              |
| Fabienne Dali      | Fabienne          |
| Monique Hennessy   | Thérèse           |
| Carl Studer        | Kern              |
| Christian Lude     | Dokter            |
| Jacques De Leon    | Armand            |
| Jacques Léonard    | Inspecteur        |
| Paulette Breil     | Anita             |
| Philippe Nahon     | Remy              |
| Charles Bayard     | Oude man          |